# Paso del Planchón
Paso del Planchón är ett bergspass i Argentina, på gränsen till Chile. Det ligger i den västra delen av landet, 1 100 km väster om huvudstaden Buenos Aires. Paso del Planchón ligger 2 692 meter över havet.
Terrängen runt Paso del Planchón är bergig västerut, men österut är den kuperad. Runt Paso del Planchón är det glesbefolkat, med 15 invånare per kvadratkilometer.. Det finns inga samhällen i närheten.
Trakten runt Paso del Planchón är ofruktbar med lite eller ingen växtlighet.